# Lac de Villeneuve-de-la-Raho
Le lac de la Raho, encore appelé lac de Villeneuve-de-la-Raho, (estany de Vilanova de Raò en catalan) est une retenue d'eau située à Villeneuve-de-la-Raho dans les Pyrénées-Orientales.

## Géographie

### Localisation
Le lac de Villeneuve-de-la-Raho est situé à environ 6 km au sud de Perpignan, et à cheval sur 5 communes.

### Géologie et relief
Le lac trouve son origine dans une dépression, obstruée à l'est par une digue en terre. Le lac est situé à une altitude de 20 mètres.
Le lac se trouve dans une deflation pan. Il s'agit d'une cuvette naturelle circulaire et peu profonde causée par l'enlèvement de sédiments assez meubles, principalement du Pliocène, par l'érosion éolienne, pendant les phases très froides et venteuses du Quaternaire. Il s'agit de la plus grande des nombreuses cuvettes de ce genre de ce secteur de la plaine du Roussillon.

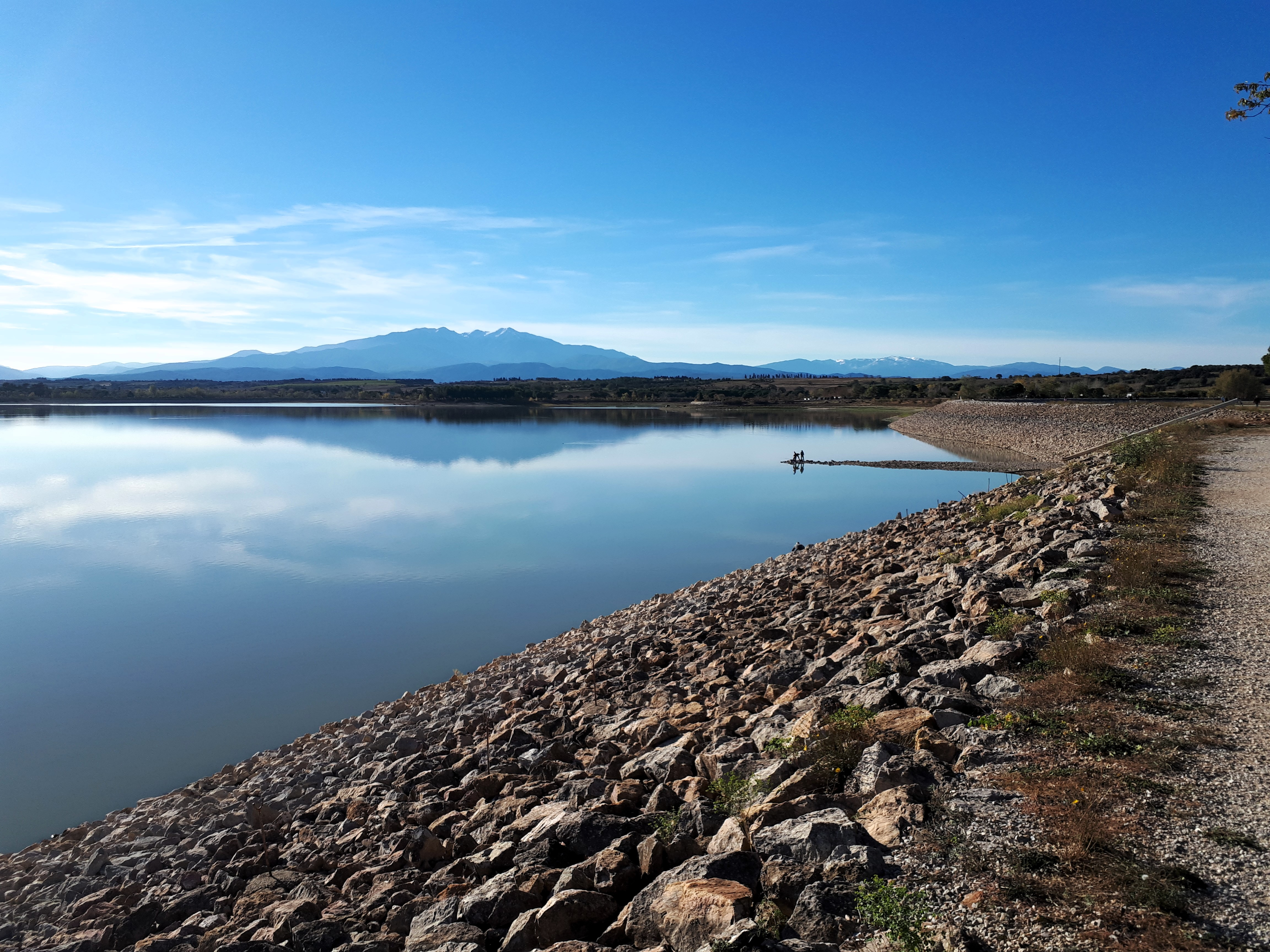
Villeneuve lac et Canigou; Le lac est entouré de collines basses constituées de sédiments du Pliocène et du Quaternaire.

### Hydrographie
Le lac, d'une capacité de 18 millions de m3, est alimenté par un canal qui permet de dériver une partie des eaux excédentaires du canal de Perpignan (de novembre à mars). Quant aux apports naturels en eau, ils sont négligeables étant donné la faible pluviométrie et l'évaporation importante due aux températures hivernales élevées, aux étés chauds et secs et au vent sec et violent.
Fermé côté nord, ouest et sud, le lac communique avec la plaine par l'intermédiaire d'un chenal côté est. Ce dernier se raccorde à l'Agouille de la Mer via un souterrain.

### Voies d'accès
Depuis Perpignan, prendre au sud de la ville, la route du Perthus, puis la D91 et enfin la D39 en direction de Villeneuve-de-la-Raho jusqu’au mas Richemont.

## Historique
L'ancien lac de 150 hectares est considéré comme inutile au début du XIXe siècle et finalement asséché en 1854. L'espace ainsi récupéré est alors redistribué aux agriculteurs pour exploitation. Réaménagée par le Conseil général, la surface est de nouveau mise en eau en 1977.

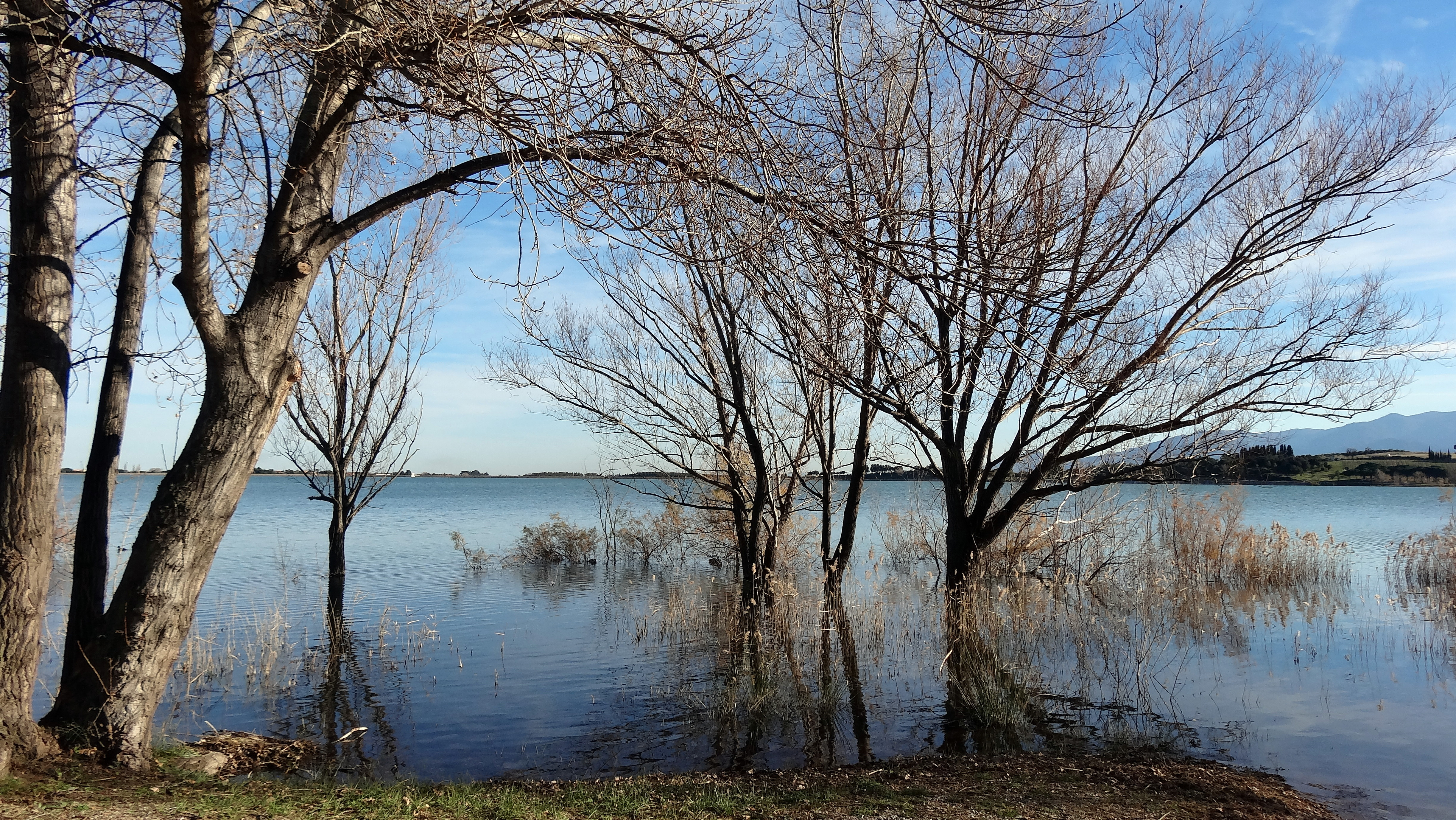
Le lac en hiver

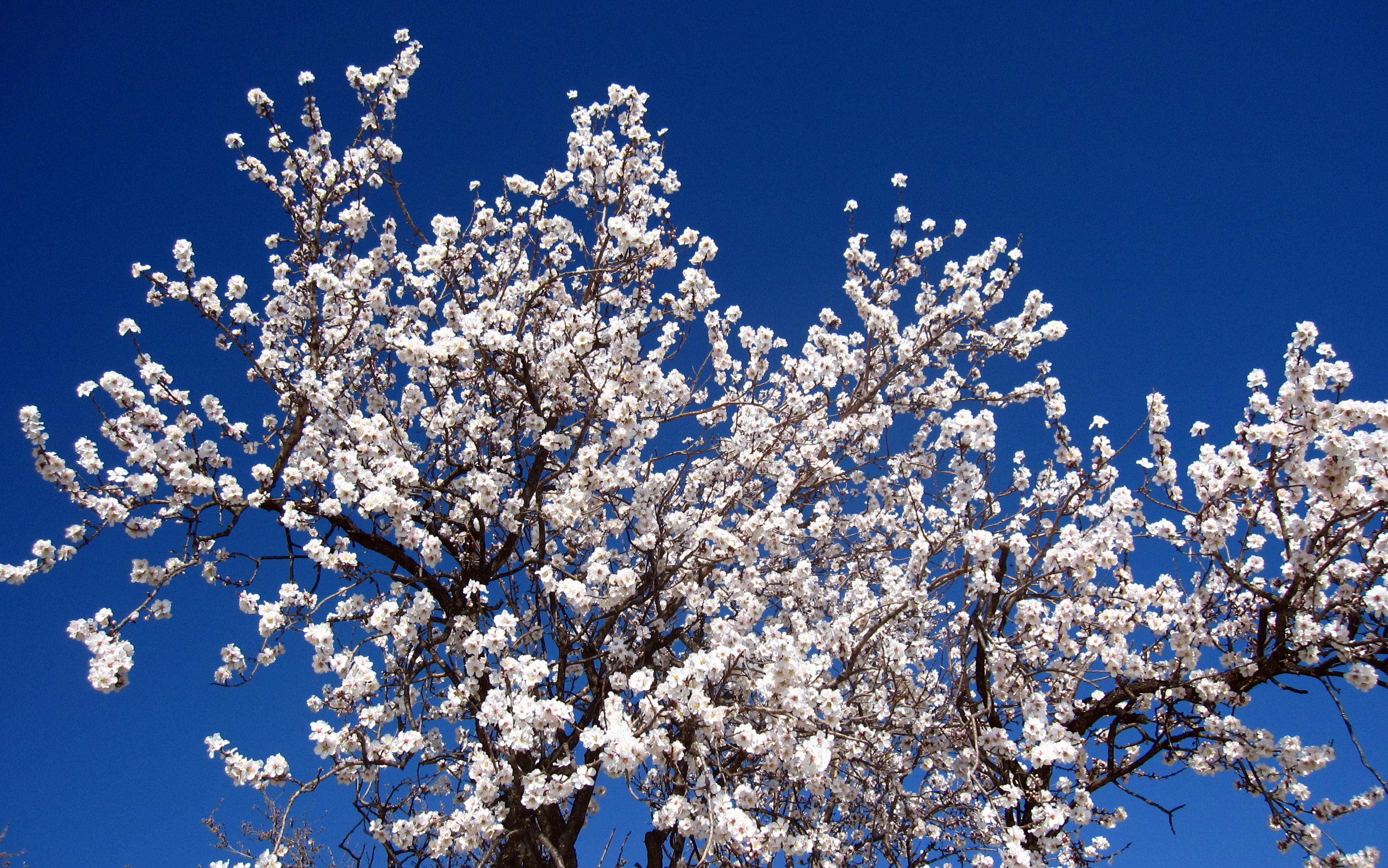
Amandiers en fleurs sur le bord du lac en février

## Utilisations
Activités touristiques
La première fonction du lac est l'irrigation agricole. Cependant, depuis l'été 2000, le site a été aménagé pour permettre les activités sportives et de loisirs, avec une plage et une base nautique. Une pinède a également été plantée aux alentours. La base nautique permet de pratiquer la planche à voile, l'aviron et la voile. La pêche est autorisée toute l'année sur le grand plan d'eau,.
Réserve écologique
La pêche et les activités touristiques sont interdites dans une zone de 14 hectares située au sud-ouest du lac principal et constituant un espace protégé pour la faune et la flore. Le lac constitue notamment une étape pour certains oiseaux migrateurs.

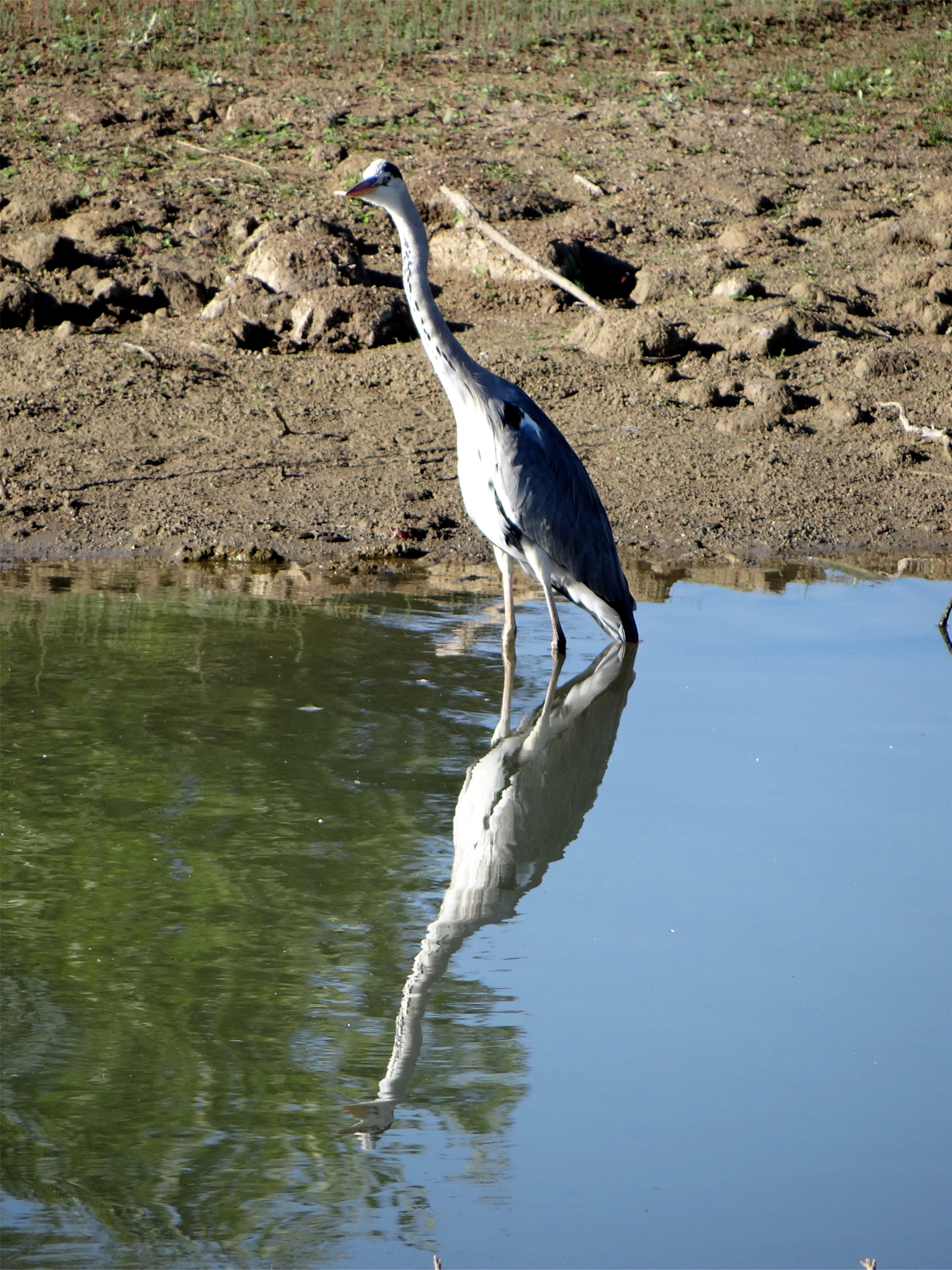
Héron cendré sur le bord de la Réserve
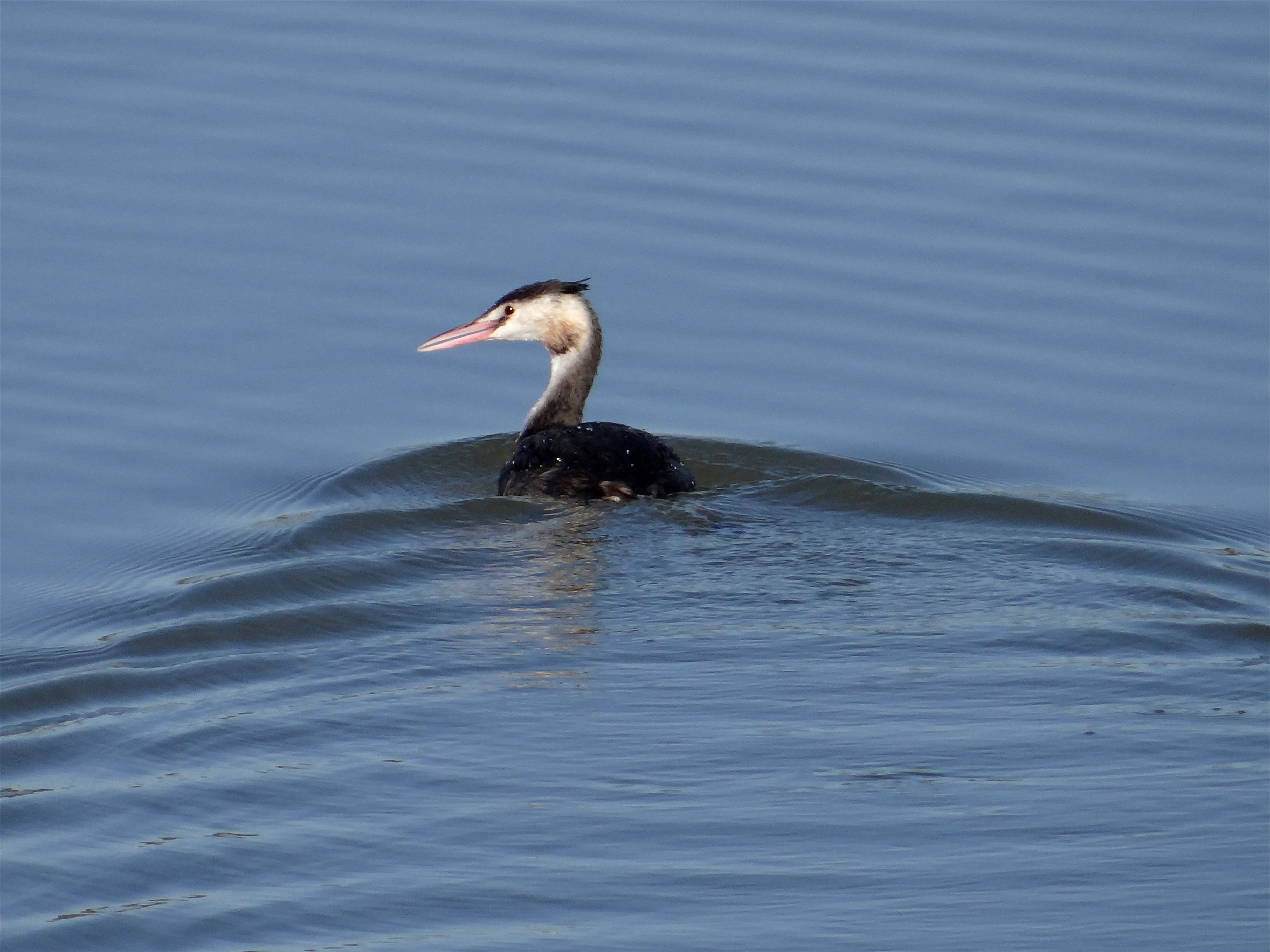
Grèbe huppé en plumage hivernal

Protection contre les incendies
Le lac de la Raho est utilisé comme réserve d'eau pour alimenter les Canadairs et hélicoptères contre les incendies de forêt.